# Richard Spong
Richard Spong (n. Falun, Etiopía, 23 de septiembre de 1983) es un futbolista sueco. Juega de defensa y actualmente milita en el GAIS de la Allsvenskan de Suecia.

## Clubes
| Club              | País       | Año           |
| ----------------- | ---------- | ------------- |
| IK Frej           | Suecia     | 1989 - 1996   |
| IF Brommapojkarna | Suecia     | 1997 - 1999   |
| Coventry City     | Inglaterra | 1999-2002     |
| Djurgårdens IF    | Suecia     | 2002-2004     |
| IFK Norrköping    | Suecia     | 2005-2008     |
| GAIS              | Suecia     | 2009-presente |